# Тохаристан
Тохаристан — назва історико-культурної області на території сучасних Таджикистану, Узбекистану та Афганістану. Термін з'явився в IV столітті та замінив собою термін «Бактрія». З півдня Тохаристан обмежений хребтами Гіндукуш, з півночі — відрогами Тянь-Шаню, на сході він впирається в вершини Паміру, а на заході відкривається в пустелі Середньої Азії та Ірану.
Свою назву Тохаристан отримав від племені тохарів (юечжі), які в II столітті до н. е.. захопили Греко-Бактрійське царство. У період з IX по XIII століття персо-таджицькі та арабські автори використовували термін «Тохаристан».

## Історія
В I–IV століттях Тохаристан входив до складу Кушанського царства, будучи головною його частиною. При кушанах на територію Тохаристану приходить буддизм, а також маніхейство. Культура Тохаристану в цей час складалася в умовах різнорідного етнічного складу населення: осілого, полукочевого та кочового. До цього часу відноситься будівництво парадизу — царського мисливського парку — у південній частині сучасного Таджикистану. Після загибелі Кушанського царства Тохаристан розпався на ряд окремих володінь.
На початку VII століття на території Тохаристану існувало 27 князівств.
У V–VI століттях Тохаристанські князівства підкорялися ефталітам, а в VII столітті — тюркам.
У першій половині VIII століття Тохаристан був завойований арабами. Пізніше він входив до складу держав Тахіридів, Саффаридів, Саманідів та Гурідів.
На початку XIII століття Тохаристан піддався монголо-татарській навалі.
До кінця XIX століття Тохаристан був поділений на зони впливу між Російською імперією та Великою Британією. У 1926 північна частина Тохаристану потрапила під радянську юрисдикцію.